# 1938 w Wojsku Polskim
Kalendarium Wojska Polskiego 1938 – wydarzenia w Wojsku Polskim w roku 1938.

## Styczeń
1 stycznia
- kontrtorpedowiec ORP „Błyskawica” został jednostką administracyjną

5 stycznia
- komandor podporucznik Włodzimierz Kodrębski objął dowództwo ORP „Błyskawica”
- komandor porucznik Stanisław Hryniewiecki zdał, a komandor podporucznik Tadeusz Morgenstern-Podjazd objął dowództwo dywizjonu kontrtorpedowców

15 stycznia
- w stoczni N. V. Koninklijke Maatschapij De Schelde w Vlissingen zwodowano okręt podwodny ORP „Orzeł”

28 stycznia
- niżej wymienieni pułkownicy dyplomowani zostali wyznaczeni na stanowiska:

Tadeusz Alf-Tarczyński – pomocnika dowódcy Okręgu Korpusu Nr II,
Maciej Bardel – dowódcy OPL Okręgu Korpusu Nr X,
Józef Ćwiertniak – dowódcy 13 Kresowej Dywizji Piechoty,
Teodor Furgalski – dowódcy 8 Dywizji Piechoty,
Wincenty Kowalski – dowódcy 1 Dywizji Piechoty Legionów,
Aleksander Zygmunt Myszkowski – zastępcy dowódcy Okręgu Korpusu Nr VIII,
Ludwik Rudka – szefa sztabu Dowództwa Okręgu Korpusu Nr VI,
Romuald Wolikowski – pomocnika dowódcy Okręgu Korpusu Nr VII.

## Luty
3 lutego
- Minister spraw wojskowych:

unieważnił zarządzenie MSWojsk. Biuro Pers. L. 342 I, ogłoszone w Dz. Rozk. nr 6/29 poz. 53., dotyczące wyznaczania oficerów sądowych i postanowił, że oficerów sądowych mianuje minister spraw wojskowych (szef Biura Pers.) na zasadach ogólnych (10 czerwca 1938 minister spraw wojskowych uzupełnił zarządzenie MSWojsk. Biuro Pers. L. 9176/1–1 37),
uregulował sprawę małżeństw poruczników,
zatwierdził statut Stowarzyszenia Przyjaciół Szkoły Podchorążych Piechoty,
zatwierdził statut Szkoły Podoficerów Lotnictwa dla Małoletnich,
utworzył 30 rejonów sądowych dla wojskowych sądów rejonowych i jeden rejon sądowy dla Wojskowego Sądu Marynarskiego.

## Marzec
4 marca
- Minister Spraw Wojskowych zarządził noszenie przez żołnierzy wojska przydzielonych do marynarki wojennej na kołnierzach kurtek i płaszczy – emblematy wyobrażającego kotwicę. Emblemat ten dla oficerów i chorążych był haftowany nićmi metalowymi, oksydowanymi na stare srebro, a dla pozostałych podoficerów i szeregowców był wykonany z białego matowanego metalu. Jednocześnie minister zezwolił podoficerom zawodowym na noszenie przy ubiorze poza służbowym emblematów haftowanych[7].

19 marca
- Prezydent RP awansował na generała brygady pułkowników: Gustawa Paszkiewicza (1), Józefa Kwaciszewskiego (2), Franciszka Dindorf-Ankowicza (3), Michała Pakosza (4), Zygmunta Podhorskiego (5), Stefana Dembińskiego (6), Adama Korytowskiego (7), Romana Abrahama (8), Ludwika Kmicic-Skrzyńskiego (9) i Rudolfa Dreszera (10)[8].
- generał brygady Bronisław Regulski, w zastępstwie I Wiceministra Spraw Wojskowych, wprowadził do użytku służbowego „Regulamin broni pancernej - Opis i wskazówki obsługi samochodu pancernego wz. 34 {\displaystyle {\tfrac {Panc.10}{1938}}}”

## Kwiecień
1 kwietnia
- wszedł w życie przepis „Gospodarka w oddziałach sił zbrojnych” sygn. OG 1938 wprowadzony rozkazem nr 1002/06 Ministra Spraw Wojskowych z 12 marca 1938 roku. Jednocześnie nazwę „jednostka administracyjna” zastąpiono nowym pojęciem „oddział gospodarczy”, który nadal obowiązuje w Siłach Zbrojnych RP. W organizacji pokojowej jednostek Wojska Polskiego dotychczasowe stanowiska kwatermistrza zostały zmienione na II zastępcy dowódcy (zastępcy dowódcy do spraw gospodarczych)[9].

2 kwietnia
- niżej wymienieni oficerowie zostali wyznaczeni na stanowiska:

pułkownik dyplomowany Wilhelm Andrzej Lawicz – dowódcy 20 Dywizji Piechoty
pułkownik dyplomowany Stanisław Jan Ferdynand Świtalski – dowódcy 16 Dywizji Piechoty
25 kwietnia
- niżej wymienieni oficerowie zostali wyznaczeni na stanowiska:

pułkownik Jan Edward Surówka – dowódcy 2 Dywizji Piechoty Legionów
pułkownik Marian Turkowski – dowódcy 3 Dywizji Piechoty Legionów

## Maj
15 maja

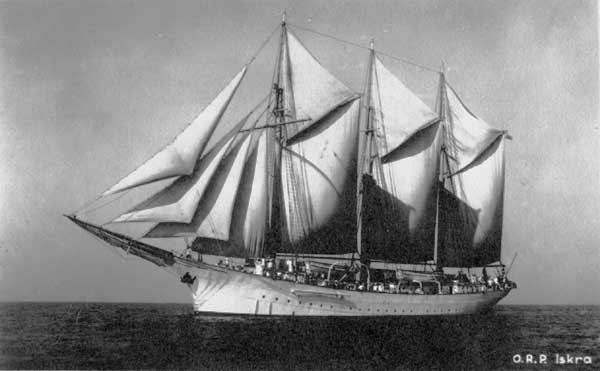
ORP "Iskra"

- początek jedenastego rejsu szkolnego ORP „Iskra”

26 maja (czwartek) 
- na Polu Mokotowskim w Warszawie Minister Spraw Wojskowych, generał dywizji Tadeusz Kasprzycki wręczył sztandary jednostkom 1 Grupy Artylerii (1 pan, 1 pac, 8 pal, 18 pal, 28 pal, 32 dal i 1 dak), 4 Grupy Artylerii (4 pac, 7 pal, 10 pal i 26 pal), batalionom pancernym (1, 2, 3, 4, 5, 6, 7, 8, 10 i 12) dywizjonom pociągów pancernych (1 i 2) oraz Szkole Podchorążych Broni Pancernych[10].

28 maja (sobota) 
- na Błoniach krakowskich inspektor armii, generał dywizji Juliusz Rómmel wręczył sztandary jednostkom 5 Grupy Artylerii (5 pac, 6 pal, 21 pal, 23 pal i 5 dak) oraz 10 Grupy Artylerii (10 pac, 2 pal Leg., 22 pal i 24 pal)[11].

29 maja (niedziela) 
- na lotnisku Kostrogaj Generalny Inspektor Sił Zbrojnych, marszałek Edward Śmigły-Rydz wręczył sztandar 4 pułkowi strzelców konnych, sztandar został poświęcony przez ks. biskupa Leona Wetmańskiego, następnie odbyła się uroczystość przekazania wojsku czterech ciężkich karabinów maszynowych wz. 30

30 maja (poniedziałek) 
- do Warszawy z oficjalną wizytą przybył szef rumuńskiego Sztabu Generalnego, generał dywizji Stefan Ionescu, Generalny Inspektor Sił Zbrojnych, marszałek Edward Śmigły-Rydz odznaczył generała Ionescu Wielką Wstęgą Orderu Odrodzenia Polski
- wojsko na lotnisku Mokotowskim w Warszawie otrzymało od PCK 7 samolotów sanitarnych[12]

## Czerwiec
19 czerwca
- w Toruniu Generalny Inspektor Sił Zbrojnych, marszałek Edward Śmigły-Rydz wręczył sztandary jednostkom 8 Grupy Artylerii (8 pac, 1 dpa) oraz 8 daplot i 63 pp[13]

29 czerwca
- w Poznaniu inspektor armii, generał dywizji Juliusz Rómmel wręczył sztandary jednostkom 7 Grupy Artylerii (14 pal, 17 pal, 25 pal, 7 pac i 7 dak) oraz 7 daplot[14].

## Lipiec
3 lipca
- w Wilnie Generalny Inspektor Sił Zbrojnych, marszałek Edward Śmigły-Rydz wręczył sztandary jednostkom 3 Grupy Artylerii (3 pac, 33 dal)[15].

17 lipca
- w Zamościu Generalny Inspektor Sił Zbrojnych, marszałek Edward Śmigły-Rydz wręczył sztandary jednostkom 9 Grupy Artylerii (9 pal)[16].

## Sierpień
22 sierpnia
- w Warsztatach Portowych Marynarki Wojennej w Gdyni zwodowano trałowiec ORP „Czapla”

28 sierpnia
- Minister Spraw Wojskowych „zatwierdził i wprowadził do użytku służbowego w jednostkach organizacyjnych sił zbrojnych instrukcję Gosp. Panc.-2. o malowaniu materiału pancernego i samochodowego oraz numerów rejestracyjnych i znaków szczególnych”. Malowanie wojskowego materiału pancernego i samochodowego mogło być dokonywane tylko w zakładach wytwarzających ten materiał oraz w oddziałach samodzielnie gospodarujących materiałem pancernym i samochodowym. Nadzór techniczny nad malowaniem sprawował Wojskowy Nadzór Techniczny Kierownictwa Zaopatrzenia Broni Pancernych zgodnie z przepisami służbowymi P.S. 205-5, jeżeli dostawa odbywała się dla Kierownictwa Zaopatrzenia Broni Pancernych lub właściwy oddział gospodarczy zlecający malowanie. Instrukcja ustaliła trzy rodzaje malowania: konserwacyjne, ochronne i maskujące.

## Wrzesień
10 – 20 września
- ćwiczenia międzydywizyjne na Wołyniu

17 września
- szef Sztabu Głównego, generał brygady Wacław Stachiewicz wydał rozkaz w sprawie organizacji Legionu Zaolziańskiego

21 września (środa) 
- Generalny Inspektor Sił Zbrojnych, marszałek Edward Śmigły-Rydz wydał rozkaz w sprawie sformowania Samodzielnej Grupy Operacyjnej „Śląsk”

23 września (piątek)
- koncentracja 23 Dywizji Piechoty nad Olzą

24 września (sobota)
- w Skoczowie generał brygady Władysław Bortnowski objął dowództwo SGO „Śląsk”

28 września
- koniec pierwszego rejsu szkolnego ORP „Iskra”; okręt zawinął do portów: Oran, Dubrownik, Korfu, Ponta Delgada

## Październik
2 października
- oddziały SGO „Śląsk” zajmują Zaolzie[17]

17 października
- w stoczni Rotterdamsche Droogdok Maatschappij w Rotterdamie został zwodowany okręt podwodny ORP „Sęp”

24 października
- niżej wymienieni pułkownicy dyplomowani zostali wyznaczeni na stanowiska:

Ludwik Lichtarowicz – szefa Departamentu Uzupełnień Ministerstwa Spraw Wojskowych
Wacław Piekarski – szefa Departamentu Piechoty Ministerstwa Spraw Wojskowych
Zygmunt Durski – pomocnika dowódcy Okręgu Korpusu Nr IX
Stanisław Maczek – dowódcy 10 Brygady Kawalerii
Antoni Durski-Trzaska – dowódcy piechoty dywizyjnej 4 Dywizji Piechoty
25 października
- niżej wymienieni oficerowie zostali wyznaczeni na stanowiska:

pułkownik piechoty Ignacy Oziewicz – dowódcy 29 Dywizji Piechoty
pułkownik piechoty Józef Werobej – dowódcy 9 Dywizji Piechoty
pułkownik dyplomowany Bolesław Krzyżanowski – dowódcy 24 Dywizji Piechoty
31 października
- pułkownik dyplomowany Jarosław Okulicz-Kozaryn został wyznaczony na stanowisko dowódcy OPL Okręgu Korpusu Nr III

## Listopad
22 listopada
- We Lwowie Minister Spraw Wojskowych, generał dywizji Tadeusz Kasprzycki wręczył sztandary jednostkom 6 Grupy Artylerii (6 pac, 1 pamot, 5 pal, 11 pal, 12 pal, 6 dak i 13 dak[18]).

25 listopada

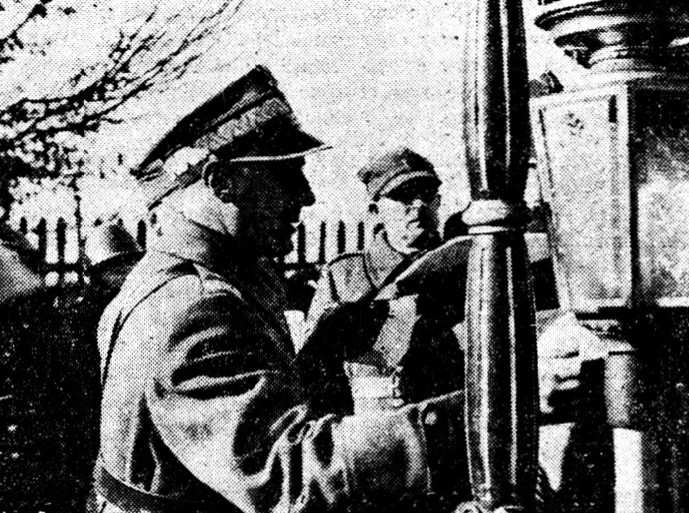
Władysław Bortnowski dekoruje trumnę plutonowego Stanisława Mlekodaja

- W walkach z armią czechosłowacką w rejonie Czadcy zginęli starszy strzelec rezerwy KOP Stanisław Stefan Mlekodaj i strzelec rezerwy KOP Ozjasz Storch, a ranny został kapitan Jerzy Misiński ze sztabu Samodzielnej Grupy Operacyjnej „Śląsk”. Uroczysty pogrzeb ofiar odbył się 28 listopada w Cieszynie[19]. Dwa dni wcześniej prezes Rady Ministrów odznaczył pośmiertnie strzelców Mlekodaja i Storcha „za czyny męstwa i odwagi w obronie granic Państwa” Krzyżem Zasługi za Dzielność po raz pierwszy[20]. Ponadto obaj zostali pośmiertnie awansowani: Stanisław Mlekodaj na plutonowego, a bp. Ozjasz Stroch – kaprala[21]. Stanisław Mlekodaj odbywał służbę wojskową w Kompanii Zamkowej, w cywilu był pracownikiem PKP. Został pochowany na cmentarzu parafialnym w Rabce, a uroczystości pogrzebowe miały charakter manifestacji[22][23].

27 listopada
- Pod miejscowością Ździar na Słowacji 24 pułk ułanów stoczył walkę z wojskiem czechosłowackim, w której poległ major Stefan Rago.

29 listopada
- W Brześciu zmarł major intendent z wyższymi studiami wojskowymi Zbigniew Bielański.

## Grudzień
11 grudnia
- Została rozwiązana SGO „Śląsk”.

13 grudnia
- Zginęli śmiercią lotnika: major pilot Lotariusz Paweł Arct syn Jakuba i kapral strzelec samolotowy radiotelegrafista Włodzimierz Pieregut[24].

31 grudnia
- Minister Spraw Wojskowych zmienił datę święta pułkowego 6 Pułku Artylerii Lekkiej z dnia 22 maja na dzień 19 maja[25].
- Ogłoszono rozkaz Ministra Spraw Wojskowych Dep. Dow. Og. 1590-13 P.U. w sprawie oznak stopni podoficerskich i starszych szeregowców (równorzędnych). Termin wprowadzenia w życie postanowień niniejszego rozkazu został ustalony na dzień 1 lutego 1939 roku[26].